# Liste des sites classés et inscrits d'Eure-et-Loir

Le département d'Eure-et-Loir en rouge sur la carte

La liste des sites classés d'Eure-et-Loir présente les sites classés ou inscrits du département d'Eure-et-Loir.

## Liste
Les critères sur lesquels les sites ont été sélectionnés sont désignés par des lettres, comme suit :
- TC : Tout critère
- A : Artistique
- P : Pittoresque
- S : Scientifique
- H : Historique
- L : Légendaire

| Commune                                                   | Site classé                                                                   | Date du classement          | Critère de classement | Géolocalisation | Superficie(ha) | Autres labels     | Illustration |
| --------------------------------------------------------- | ----------------------------------------------------------------------------- | --------------------------- | --------------------- | --------------- | -------------- | ----------------- | ------------ |
| Anet                                                      | Le sol de la place du Château                                                 | Arrêté du 8 avril 1935      | TC                    |                 | 0,4            | Classé MH (1993)  |              |
| Donnemain-Saint-Mamès, Marboué, Moléans, Saint-Christophe | L'ensemble formé par le site de Saint-Christophe                              | Décret du 26 avril 1989     | P                     |                 | 891,08         |                   |              |
| Houville-la-Branche                                       | Le parc du château d'Houville-la-Branche                                      | Arrêté du 15 septembre 1961 | TC                    |                 | 55,66          | Inscrit MH (1960) |              |
| Illiers-Combray                                           | La promenade de la Citadelle                                                  | Arrêté du 24 janvier 1934   | TC                    |                 | 0,25           |                   |              |
| Illiers-Combray                                           | Le Pré-Catelan                                                                | Arrêté du 12 décembre 1946  | TC                    |                 | 0,69           | Classé MH (1999)  |              |
| Illiers-Combray                                           | L'ensemble formé par les abords du Pré-Catelan                                | Décret du 9 janvier 1973    | TC                    |                 | 2,73           |                   |              |
| Saint-Symphorien-le-Château                               | L'ensemble formé par le château, le parc et une partie du domaine d'Esclimont | Arrêté du 23 décembre 1965  | P                     |                 | 62,72          |                   |              |